# Spancil Hill (volksliedje)
Spancil Hill (oorspronkelijk Spancilhill) is een populair traditioneel Iers volksliedje. Het werd gecomponeerd door Michael Considine en vertelt over een Ierse man die emigreert naar de Verenigde Staten maar naar zijn thuis, vrienden en geliefde in Spancil Hill verlangt. Het lied is op waarheid gebaseerd. Considine zelf emigreerde op 20-jarige leeftijd naar de Verenigde Staten. De personages die in het lied bezongen worden, hebben echt bestaan.
Spancil Hill is door diverse artiesten gecoverd. De versie van Robbie McMahon wordt als de 'definitieve' versie beschouwd. Volgens McMahon zong hij als enige de oorspronkelijke woorden terwijl andere artiesten eigen woorden aan de tekst toevoegen.